# Tanjung Pauh (Singingi Hilir)
Tanjung Pauh is een bestuurslaag in het regentschap Kuantan Singingi van de provincie Riau, Indonesië. Tanjung Pauh telt 3313 inwoners (volkstelling 2010).